# 笠置山勝一
笠置山 勝一（かさぎやま かついち、1911年1月7日 - 1971年8月11日）は、奈良県生駒郡（現：奈良県大和郡山市）出身で出羽海部屋に所属した大相撲力士。本名は仲村 勘治（なかむら かんじ）。最高位は西関脇。

## 来歴

### 早大出身力士、角界入り
1911年1月7日に奈良県生駒郡（現：奈良県大和郡山市）で生まれる。小学生の時から相撲で活躍し、小学6年生では大阪毎日新聞社が主催した奈良県学童相撲で優勝する実力を身に付けた。奈良県立郡山中学校では相撲を離れて柔道部に所属していたが、1928年に常陸山谷右エ門の叔父である内藤高治の推薦で出羽海部屋へ入門した。しかし、学業を修了していなかったため、東京・早稲田中学校へ転校して部屋から中学校へ通う生活を続けていた。早稲田中学校でも柔道部に所属したが、大きな身体を見込まれて早稲田第一高等学院文科へ進学してからは大学の相撲大会にも出場した。
それでも相撲部の合宿や部屋の巡業に参加し始めると学業に支障をきたすようになったので、1930年に早稲田大学専門部政治経済科へ転入し、相撲でも大会で団体優勝に貢献するなど、全国的に名が知れ渡った。出羽海からは「大学を卒業するまでは本場所の土俵を踏まないように」と厳しく言われていたが、春秋園事件によって職業力士への転向を申し出ると出羽海が特別に初土俵を許可したことで、1932年2月場所において幕下付出で初土俵を踏んだ。四股名の笠置山は出羽海が命名した。
1933年1月場所で新十両昇進を果たすが、早稲田大学を卒業する前に昇進していたため、関取として卒業式には正装である大銀杏を結って出席した。1935年1月場所では11戦全勝での十両優勝を果たし、同年5月場所で新入幕を果たした。それ以降も順調に出世し、1937年1月場所で関脇へ昇進した。三役は通算で3場所務めたがいずれも10敗と大きく負け越したため、1場所で平幕へ降格となった。

### 打倒双葉の参謀役
双葉山定次が40連勝、50連勝と徐々に連勝記録を伸ばしていくと、出羽海部屋一門では「打倒双葉」を合言葉に、双葉山に勝利して連勝記録を止めるための対策・研究に明け暮れる日々が続いていた。その参謀役を任されたのが笠置山で、雑誌「改造」（1938年6月号）に「横綱双葉山論」として双葉山に勝利するための対策を論文にして寄稿した。この説は、1939年1月場所4日目に自らが授けた作戦（双葉山の右目が失明状態であることから、双葉山の右足を狙って掬い投げ、または外掛けで倒す）によって安藝ノ海節男が連勝を止めたことで実証された。
笠置山自身は本場所で双葉山には一度も勝利できなかったが、「立浪三羽烏」と呼ばれた3力士の残り2名（名寄岩静男・羽黒山政司）には強く、1944年1月場所では羽黒山を得意とする二枚蹴りで破る（金星を獲得）など活躍した。
理路整然とした語り口から、入幕直後から言論活動の依頼が多く舞い込み、巡業先での講演や雑誌への寄稿等をこなしていた。

### 引退後～晩年
1945年11月場所の番付に名前を残したまま、現役を引退、年寄・秀ノ山を襲名した。断髪式は母校・早稲田大学の大隈講堂で行ったが、現役時代に早稲田大学から化粧廻しを送られており、それを締めた写真も現存している。
引退後も頭脳明晰の笠置山には多くの仕事や依頼が舞い込み、1955年の決まり手70手の制定や、公認相撲規則の条文化を行った。時津風（双葉山）理事長の片腕として活躍し、協会のスポークスマンとしてアナウンサーと間違われるほどの流暢明快な語り口で、物言い協議の場内説明役を担当した。1960年12月には日本相撲協会が財団法人化35周年を記念した式典が行われ、時津風理事長へ挨拶状を手渡すこととなっていたが、事務室に置き忘れたために慌てて取りに戻る一幕もあった。
笠置山の妻が常陸山の孫娘にあたるため、1960年に出羽海（常ノ花）が亡くなった際には部屋の後継者とされたが、血縁を理由に辞退して出羽ノ花國市に継承させ、自らは譲る形になった。1971年8月11日胃癌で死去、60歳没。亡くなる直前まで、雑誌「相撲」に自伝小説を連載していた が、笠置山の急死によって未完に終わった。没後に従五位勲四等瑞宝章が贈られている。

## エピソード
- 現役時代から英字新聞を読み、小説・随筆・相撲評論を書くなど、文章・文筆も巧みだった[1]。
- 理詰めの四つ相撲を得意とした[1]。自身の相撲論を土俵上の実践で成果として示し、その成果に基づいてさらなる相撲論を展開するという理論と実践の往還こそが、笠置山の目指すところだった。それゆえ、周囲が笠置山に「頭脳派力士」のレッテルを貼りたがることをとても嫌がった。そうした質問をする記者に「頭で相撲が取れるものか」と一喝する場面もあったという[3]。双葉山の連勝を止めるための対策・研究を行ってきた出羽海一門では「参謀役」だった[1] が、準場所で双葉山を寄り切った際には「本場所で勝てたらその場で引退発表してもいい」とまで発言したそうである。現役時代のある場所、偶然にも笠置山の友人が観戦した時に双葉山との対戦が組まれ、笠置山は変化して勝とうと考えた。しかし、仕切っている間に双葉山の醸し出す雰囲気に飲み込まれて変化する気が無くなり、通常通りに立って敗れたが後悔はしなかったと言う。笠置山は双葉山に対して通算で17戦全敗という年6場所制以前の最多記録を作ってしまい、後日になって双葉山から「勘ちゃん（笠置山の本名）は頭で勝とうとするからダメなんだよ」とからかわれたという。
- 講演や巡業中の指導を通して相撲の指導者不足を痛感していて、引退した力士が指導者としての役割を担うべき、協会が主体的にそうした力士の活躍の場を開拓すべきとの主張を繰り返していた[4]。笠置山が理想としていた相撲は外地での経験から興行中心でない「純で清らかな相撲」[5]であり、「自由と個性の重視」[6]「個人を最高に錬成する」[7]との特徴があった。興行色の強い「大相撲」や、戦時下の当時佐渡ヶ嶽（元幕内・阿久津川）が展開し協会も支援していた軍国主義的なイデオロギーの影響を受けた普及活動に対しいささか批判的であり、むしろ春秋園事件で大相撲を去った天竜らが満州国で展開していた普及活動に対し期待感を持っていた[8]。しかしながら天竜らの活動は終戦に伴い崩壊し、また協会が主体的に指導者養成に取り組むこともなく、笠置山の理想は結局実現しなかった。

## 主な成績
- 通算成績：192勝175敗10休 勝率.523
- 幕内成績：134勝139敗10休 勝率.491
- 現役在位：31場所
- 幕内在位：22場所
- 三役在位：3場所（関脇2場所、小結1場所）
- 金星：1個（羽黒山1個）
- 各段優勝：十両優勝1回（1935年1月場所）

### 場所別成績
| 1932年 （昭和7年） | 幕下付出 4–3–1        | 幕下付出 7–3 | 西幕下9枚目 7–4  | 西幕下9枚目 7–4          |
| 1933年 （昭和8年） | 東十両8枚目 5–6       | x            | 西十両15枚目 5–6 | x                        |
| 1934年 （昭和9年） | 東幕下筆頭 6–5        | x            | 東十両6枚目 6–5  | x                        |
| 1935年 （昭和10年） | 西十両3枚目 優勝 11–0 | x            | 西前頭9枚目 8–3  | x                        |
| 1936年 （昭和11年） | 東前頭2枚目 5–6       | x            | 東前頭3枚目 6–5  | x                        |
| 1937年 （昭和12年） | 西関脇 1–10           | x            | 西前頭4枚目 6–7  | x                        |
| 1938年 （昭和13年） | 西前頭4枚目 5–8       | x            | 西前頭5枚目 9–4  | x                        |
| 1939年 （昭和14年） | 東前頭筆頭 6–7        | x            | 西前頭3枚目 9–6  | x                        |
| 1940年 （昭和15年） | 西前頭2枚目 9–6       | x            | 西前頭筆頭 8–7   | x                        |
| 1941年 （昭和16年） | 東前頭筆頭 10–5 旗手  | x            | 東小結 5–10      | x                        |
| 1942年 （昭和17年） | 西前頭3枚目 10–5      | x            | 西張出関脇 5–10  | x                        |
| 1943年 （昭和18年） | 東前頭3枚目 8–7       | x            | 西前頭筆頭 6–9   | x                        |
| 1944年 （昭和19年） | 東前頭3枚目 9–6 ★     | x            | 西前頭筆頭 3–7   | 西前頭6枚目 3–7          |
| 1945年 （昭和20年） | x                     | x            | 東前頭9枚目 3–4  | 東前頭11枚目 引退 0–0–10 |
| 各欄の数字は、「勝ち-負け-休場」を示す。 優勝 引退 休場 十両 幕下 三賞：敢=敢闘賞、殊=殊勲賞、技=技能賞 その他：★=金星 番付階級：幕内 - 十両 - 幕下 - 三段目 - 序二段 - 序ノ口 幕内序列：横綱 - 大関 - 関脇 - 小結 - 前頭（「#数字」は各位内の序列） |                       |              |                  |                          |

### 幕内対戦成績
| 青葉山   | 4 | 3 | 旭川   | 7 | 6  | 葦葉山 | 1 | 0 | 東冨士   | 1 | 1  |  |  |  |
| 有明     | 1 | 0 | 射水川 | 1 | 0  | 大熊   | 1 | 0 | 大潮     | 4 | 2  |  |  |  |
| 大浪     | 3 | 2 | 大八洲 | 2 | 0  | 海光山 | 1 | 2 | 鏡岩     | 2 | 5  |  |  |  |
| 柏戸     | 2 | 3 | 桂川   | 5 | 1  | 金湊   | 5 | 0 | 神風     | 1 | 5  |  |  |  |
| 清美川   | 1 | 0 | 九ヶ錦 | 3 | 1  | 九州錦 | 1 | 0 | 高津山   | 1 | 0  |  |  |  |
| 小嶋川   | 1 | 1 | 琴錦   | 1 | 0  | 小松山 | 2 | 2 | 佐賀ノ花 | 3 | 7  |  |  |  |
| 鯱ノ里   | 2 | 4 | 高登   | 2 | 1  | 太刀若 | 2 | 1 | 楯甲     | 7 | 2  |  |  |  |
| 玉錦     | 0 | 2 | 玉ノ海 | 3 | 10 | 筑波嶺 | 2 | 0 | 鶴ヶ嶺   | 8 | 1  |  |  |  |
| 照國     | 3 | 2 | 輝昇   | 2 | 3  | 十勝岩 | 0 | 1 | 土州山   | 2 | 1  |  |  |  |
| 富野山   | 2 | 1 | 巴潟   | 1 | 2  | 名寄岩 | 7 | 7 | 羽黒山   | 3 | 11 |  |  |  |
| 幡瀬川   | 3 | 0 | 盤石   | 6 | 3  | 番神山 | 1 | 2 | 常陸海   | 1 | 0  |  |  |  |
| 二瀬川   | 2 | 3 | 双葉山 | 0 | 17 | 双見山 | 6 | 0 | 不動岩   | 0 | 1  |  |  |  |
| 前田山   | 2 | 7 | 松前山 | 2 | 0  | 松浦潟 | 3 | 3 | 三根山   | 0 | 1  |  |  |  |
| 男女ノ川 | 0 | 4 | 若潮   | 1 | 2  | 若瀬川 | 0 | 1 | 若港     | 5 | 1  |  |  |  |